# Augusto dos Anjos
Augusto de Carvahlo Rodrigues dos Anjos (Cruz do Espírito Santo, 1884 – Leopoldina, 1914) è stato un poeta brasiliano.
Divenne celebre per l'opera Eu (1912), dominata da una angoscia esistenziale che rende il linguaggio incisivo.